# Friedefürst Stolln
Friedefürst Stolln war ein im 18. und 19. Jahrhundert betriebenes Zinn- und Feldspat-Bergwerk im Bergamtsrevier Johanngeorgenstadt und zuletzt im Bergrevier Schwarzenberg unterhalb des Brandberges bei Erlabrunn nahe dem Steinbach im westlichen Erzgebirge.
1733 ebneten die Bergleute bei den im Schwarzenberger Bergamtsrevier gelegenen Gruben Osterlamm und Friedefürst in Erlabrunn und Fällbach den von den Neu-Jahr-Gewerken am Fällbach angelegten Kunstgraben ein. Dagegen wurde vor der Bergkanzlei am Dresdner Hof geklagt. Die Grube baute auf Zinn und Eisen. Bei der Auffahrung des Tiefen Stollns stieß man 1755 auf Kaolin. Wenig später wurde der Grubenbetrieb aufgegeben und der Stolln fiel ins Freie.
1831 mutete Carl Friedrich Schmidt aus Steinbach die Friedefürst Fundgrube und ließ sich den Stolln verleihen. Zu einer Betriebsaufnahme kam es nicht.
1840 wurde das Grubenfeld an den Wolfgangstolln in Henneberg bei Schwarzenberg/Erzgeb. verliehen. Man trieb einen Querschlag zum alten Stolln und wältigte diesen ab dem Durchschlag auf. Ziel war der Abbau des Kaolins. Es kam zu mehreren Wasserdurchbrüchen aus dem Stolln und alten Grubenbauen. In der Folge wurde das Grubenfeld losgesagt und andere Grubenfelder gemutet. Ab 1868 nannte sich das Unternehmen Friedefürst Erbstolln samt Zubehör und ab 1870 Friedefürst Stolln samt Osterlamm Fundgrube am Hinteren Rabenberg. 1879 wurde die Gewerkschaft aufgelöst.